# Capian
Capian település Franciaországban, Gironde megyében. Lakosainak száma 798 fő (2022. január 1.). Capian La Sauve, Cardan, Villenave-de-Rions, Haux, Langoiran, Paillet, Soulignac és Targon községekkel határos.

## Népesség
A település népességének változása:
| Lakosok száma | 623  | 669  | 602  | 627  | 695  | 703  | 721  | 775  | 771  | 798  |
|               | 1968 | 1982 | 1990 | 2006 | 2013 | 2015 | 2017 | 2019 | 2020 | 2022 |